# Carl Ludwig Fernow
Carl Ludwig Fernow, född 19 november 1763, död 4 december 1808, var en tysk konsthistoriker.
Fernow blev professor i Weimar 1804. Han företrädde klassicismen och gav i sina verk som Über den Bildhauer Canova und dessen Werke (1806), Leben des Künstler A. J. Carstens (1806), samt Römische Studien (tre band, 1806–1808), klara formuleringar av sin för samtiden typiska konstsyn.